# NGC 2591
NGC 2591 este o galaxie spirală situată în constelația Girafa. A fost descoperită în 12 august 1866 de către Heinrich Louis d'Arrest. Se află la o distanță de 20,14 de megaparseci de Pământ.